# International Association of Butterfly Exhibitors and Suppliers
De International Association of Butterfly Exhibitors and Suppliers (IABES) is een organisatie die zich richt op de internationale promotie van vlindertuinen door representatie, communicatie, educatie en marketing. Het secretariaat is gevestigd in Arvada (Colorado, Verenigde Staten). 
De organisatie werd in 2001 opgericht als de International Association of Butterfly Exhibitions (IABE). In 2008 werd besloten om ook leveranciers en kwekers van vlinders op te nemen in de organisatie, waarna de huidige naam werd aangenomen.  
De IABES organiseert internationale conferenties, waaraan de aangesloten instituten kunnen deelnemen. Op deze conferenties wordt informatie uitgewisseld, worden problemen aangekaart en worden nieuwe ideeën geïntroduceerd. 

## Selectie van aangesloten instituten
Duitsland
- Zoo Krefeld
- Schmetterlingshaus Insel Mainau

Nederland
- Artis
- Botanische Tuinen Utrecht
- Diergaarde Blijdorp
- Hortus Botanicus Amsterdam
- Vlindertuin Berkenhof
- Vlinders aan de Vliet
- Wildlands Adventure Zoo Emmen

Verenigde Staten
- Butterfly House
- Indianapolis Zoo

Zwitserland
- Papiliorama